# Andrena westrichi
Andrena westrichi är en biart som beskrevs av Gusenleitner och Schwarz 2000. Andrena westrichi ingår i släktet sandbin, och familjen grävbin. Inga underarter finns listade i Catalogue of Life.